# D'Espagnet
La famiglia dei marchesi d'Espagnet (o Spagnet), originaria di Brignoles e trapiantata da Raynaud d'Espagnet ad Aix-en-Provence, fu un'antica famiglia provenzale che diede molti e famosi consiglieri al parlamento di quella regione francese tanto da ricevere, nel 1573, tale titolo nobiliare.

## Storia di famiglia
La famiglia d'Espagnet è considerata da molti storici della Provenza come una delle più antiche di questa provincia; figura infatti, nei suoi annali, da prima la Provenza fosse riunita al regno di Francia. Originaria di Spagna, seguì in Provenza i conti di Provenza del ramo d'Aragona.
Un Jean d'Espagnet fu nominato presidente del consiglio che Luigi III d’Angiò istituì a Aix nel 1418. Consiglio che lui e i suoi discendenti occuparono fino alla creazione del parlamento di Provenza nel 1501 in cui poi entrarono.
Un altro ramo di questa famiglia lo troviamo nel parlamento di Bordeaux a cui diedero diversi presidenti e consiglieri.

## Consiglieri al Parlamento di Aix
- Rainaud d'Espagnet (1569)
- Raimond d'Espagnet (1575)
- Marc-Antoine d'Espagnet (1587)
- Raymond d'Espagnet (1624)

- Lazarin d'Espagnet (1655)
- Marc-Antoine d'Espagnet (1688)
- Henri d'Espagnet (1728)
- Augustin-Honoré-Louis d'Espagnet (1776)